# مارتين راميريز
مارتين راميريز (بالإسبانية: Martín Alonso Ramírez)‏ ولد بتاريخ 8 نوفمبر 1960، هو دراج كولومبي سابق في صنف سباق الدراجات على الطريق.

## روابط خارجية
- مارتين راميريز على موقع أرشيف الدراجات (الإنجليزية)
- مارتين راميريز على موقع إحصائيات الدراجات الإحترافية (الإنجليزية)